# گلکنده

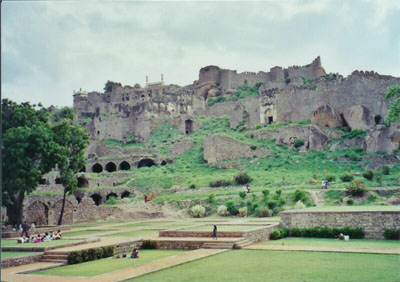
دژ گُلکُنده

گُلکُنده شهری ویرانه و دژی باستانی در هندوستان است که در ۱۱ کیلومتری باختر شهر حیدرآباد و پنج کیلومتری باختر حیدرآباد کهنه، واقع در ایالت آندرا پرادش قرار دارد.
این قلعهٔ باستانی هم‌اکنون در شهر حیدرآباد واقع شده‌است.
گُلکُنده روزگاری از شهرهای مشهور مشرق زمین و اطراف آن از مراکز اصلی تولید و تجارت الماس و سنگ‌های گرانبهای هند به‌شمار می‌رفت. الماس کوه نور که اینک بر تاج سلطنتی انگلستان می‌درخشد در سال ۱۰۳۵ شمسی از همین ناحیه به‌دست آمد که در آن تاریخ ۷۸۷ قیراط وزن داشت. این الماس در دورهٔ حاکمیت قطب‌شاهیان در این شهر، توسط میرزا محمد میر جمله وزیر مشهور ایرانی عبدالله قطب‌شاه به شاه جهان پادشاه گورکانی هند تقدیم شد و در آنجا ماند و در سال ۱۱۱۷ شمسی به دست نادرشاه رسید.

## تاریخچه

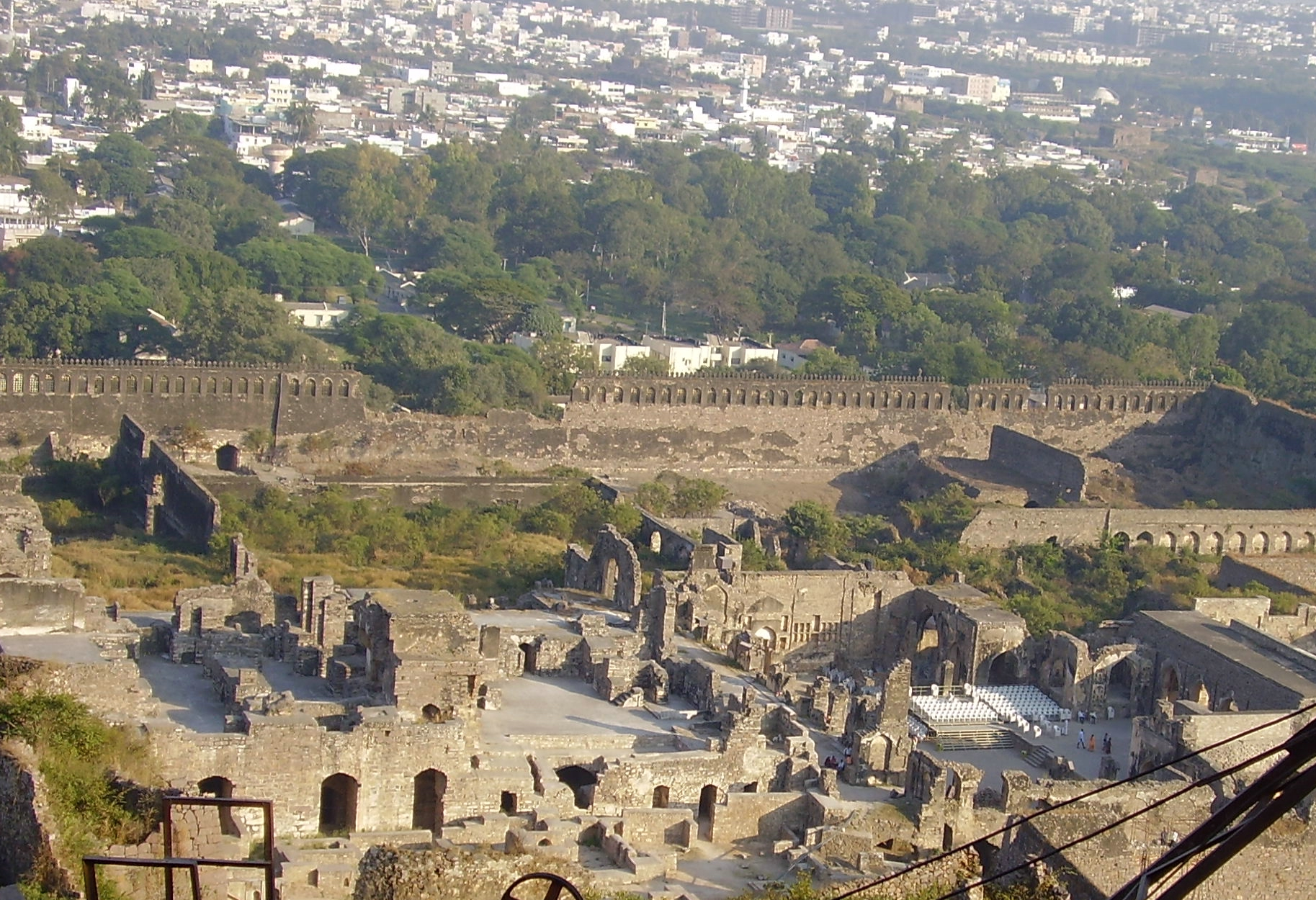
چشم‌انداز حیدرآباد از دژ گلکنده

روزگاری در این منطقه، سه دودمان شیعی بهمنی، قطب‌شاهی و آصف‌جاهی حکومت می‌کردند. ظهور این دودمان‌ها، مقارن با حضور انگلیسی‌ها در شبه‌قارهٔ هند بود.
دودمان قطب‌شاهی پس از استقلال خود از دودمان بهمنی شهر گلکنده را پایتخت خود قرار داد.
قلعهٔ گلکنده که در زمان دودمان کاکاتیا در سال ۵۳۸ هجری قمری تأسیس و در زمان قطب‌شاهیان به‌عنوان پایتخت برگزیده شد و دارای بناها، برج‌ها و استحکامات پرشمار و هشت دروازه است. بقایای این قلعه هنوز هم بر فراز تپه‌ای واقع در منطقهٔ گلکنده در جنوب غربی حیدرآباد (مهم‌ترین مرکز گردشگری شهر) وجود دارد.

## نگارخانه

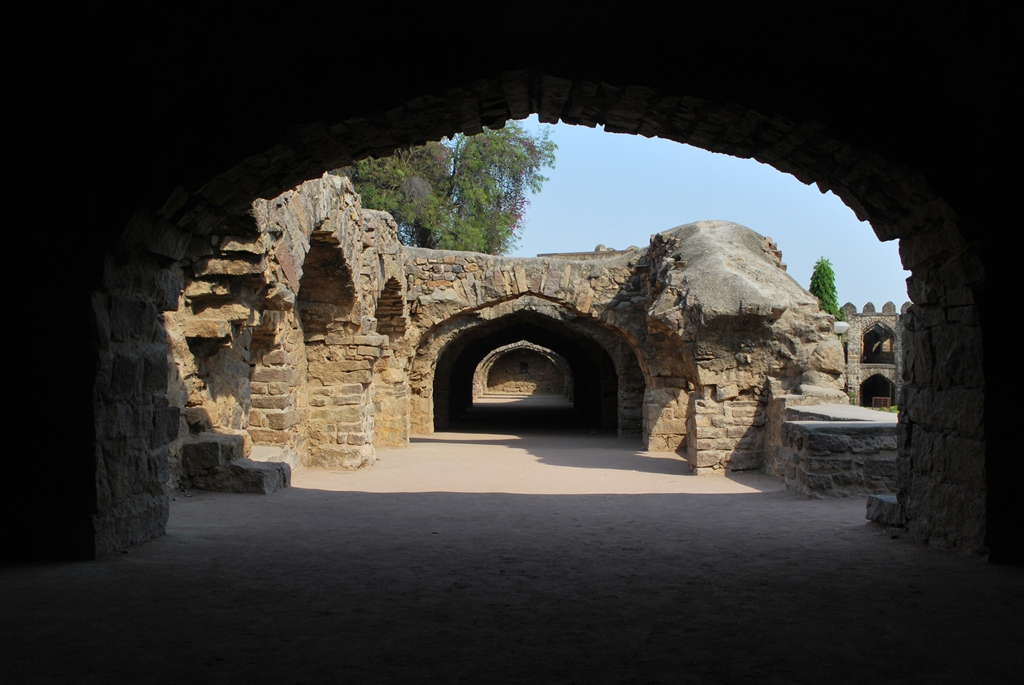
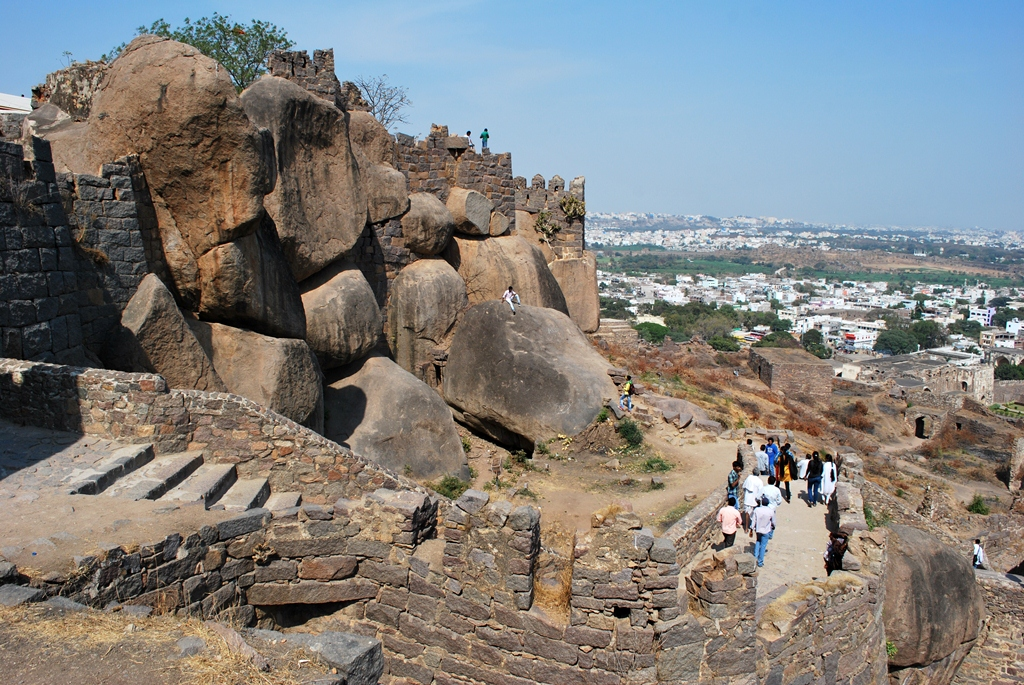
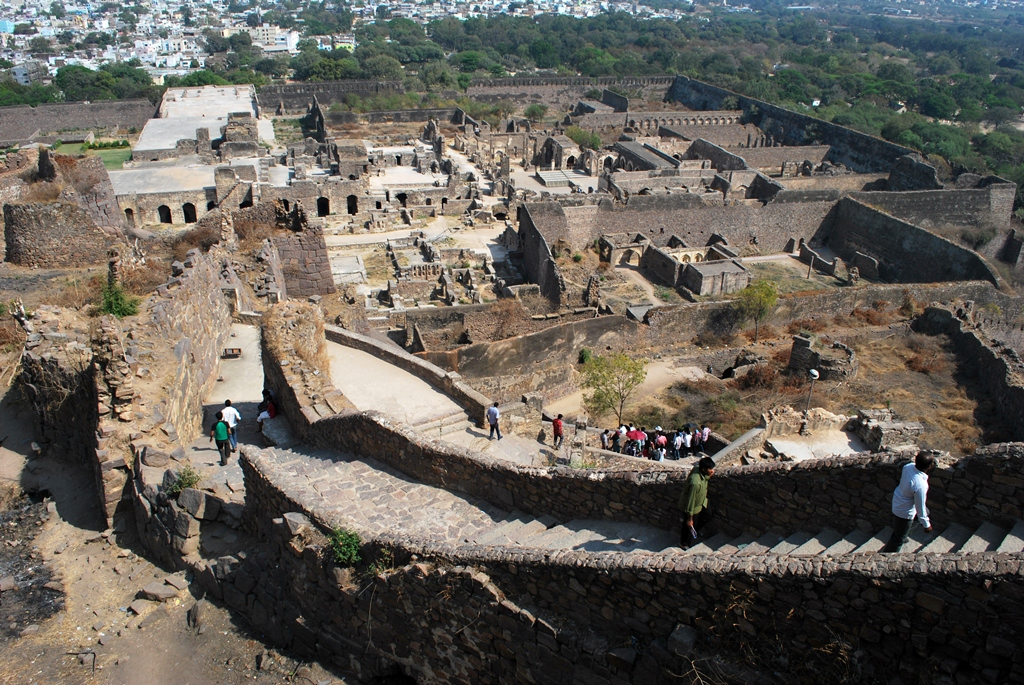
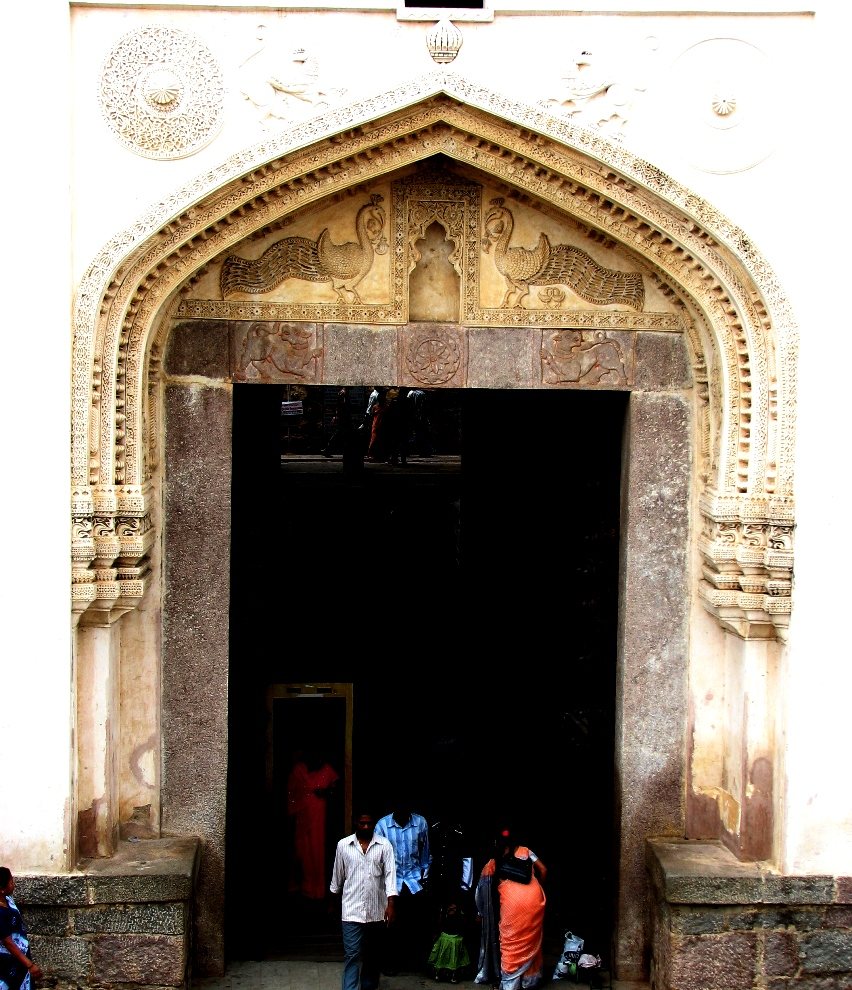
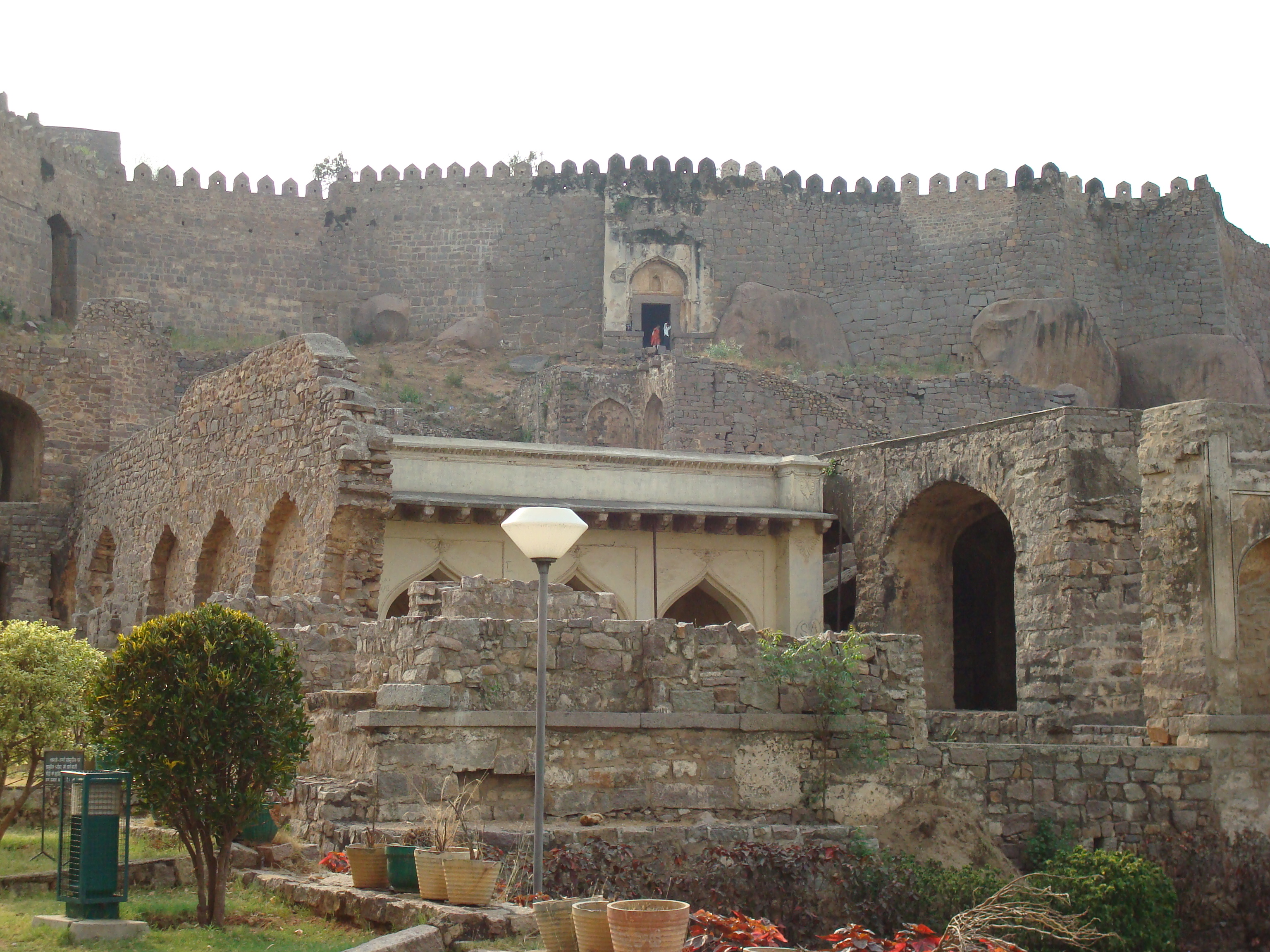
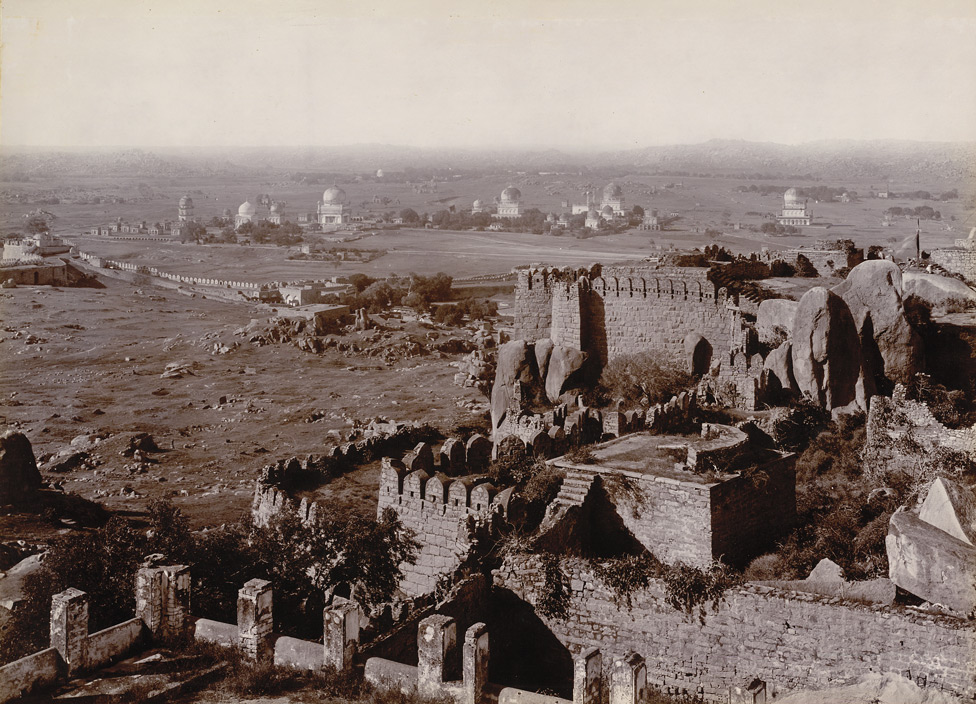
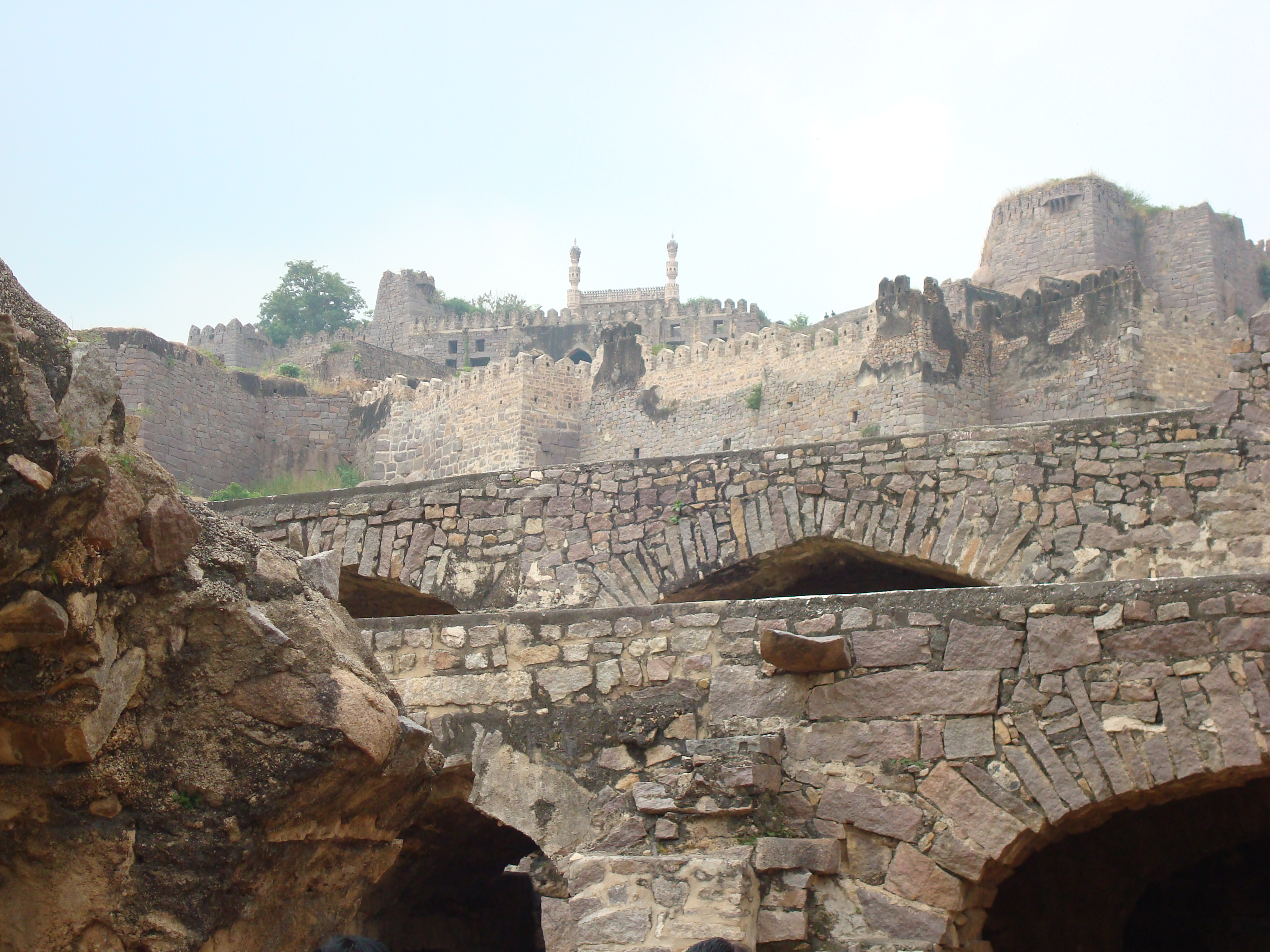
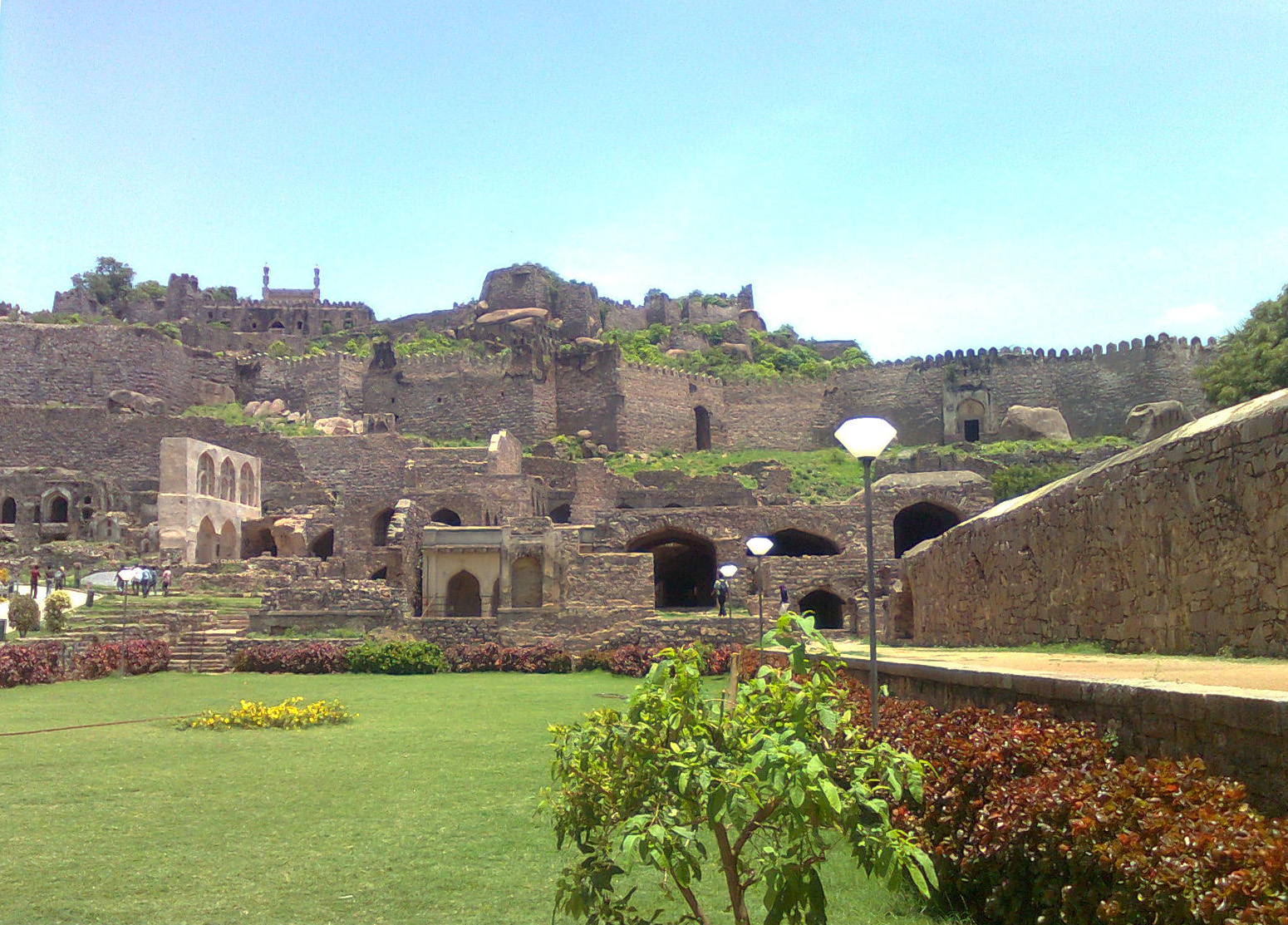